# Reschbach (Wolfsteiner Ohe)
Der Reschbach, auf einigen Abschnitten Reschwasser genannt, ist ein 23 Kilometer langer Bach des Bayerischen Waldes im niederbayrischen Landkreis Freyung-Grafenau und der rechte Oberlauf der Wolfsteiner Ohe.

## Geographie

### Verlauf
Der Ursprung des Baches liegt an der Grenze zu Tschechien in der Mulde zwischen Černá hora (Schwarzberg 1314 m) und Stráž (Postberg 1308 m) etwa vier Kilometer nördlich von Finsterau. In der gleichen Mulde entspringt auch die Warme Moldau, ein Quellfluss der Moldau. Im Gegensatz zur Moldau, die nach Norden fließt und über die Elbe in die Nordsee mündet, liegt der Reschbach im Einzugsgebiet der Donau und entwässert somit ins Schwarze Meer.
In einem breiten Tal westlich der zur Gemeinde Mauth gehörenden Orte Finsterau, Heinrichsbrunn, Hohenröhren und Zwölfhäuser fließt der Bach nach Süden. Er bildet hier auf einigen Kilometern ungefähr die Ostgrenze des Nationalparks Bayerischer Wald. Unterhalb von Mauth verengt sich das Tal kurz und der Reschbach passiert die Mauther Ortsteile und Neuhütte. Nachdem der Bach Raimundsreut, Schönbrunn am Lusen und Bierhütte (alle Teil der Gemeinde Hohenau) passiert hat, erreicht er ein tief eingeschnittenes Tal (die Buchberger Leite). Dort trifft er einen Kilometer südwestlich von Ahornöd auf den Saußbach und bildet mit diesem zusammen die Wolfsteiner Ohe.

### Zuflüsse, Klausen und Seen
Hierarchische Liste einer Auswahl der Zuflüsse, Klausen und  Seen, jeweils von der Quelle zur Mündung. Teilweise mit Gewässerlänge, Einzugsgebiet und Höhe. Andere Quellen für die Angaben sind vermerkt.
- Durchfließt auf etwa 1127 m ü. NHN die Reschbachklause, s. u.
- Wassergraben, von links und Osten
- Tiefe Seige, von rechts und Nordwesten auf etwa 1020 m ü. NHN, 2,1 km und 1,7 km²
- Großer Schwarzbach, von rechts und Nordwesten auf etwa 846 m ü. NHN (unterer Mündungsast) gegenüber dem Freilichtmuseum Finsterau, 6,0 km und 12,3 km²
  - Fleischhüttenseige, von links und Nordnordwesten
    - Markfilzseige, von links und Nordnordosten

  - Durchfließt die Schwarzbachklause
  - Kleiner Schwarzbach, von rechts und Nordwesten
    - Langfilzseige, von rechts und Südwesten

  - Ronige Seige, von links und Nordnordwesten
- Schreiende Seige, von rechts und Westen
- Mittlerer Stimmelbach, von rechts und Westen
  - Hinterer Stimmelbach, von links und Westnordwesten
- Vorderer Stimmelbach, von rechts und Westnordwesten
- Riedlseige, von rechts und Nordwesten
- Steinbach, von rechts und Nordwesten auf etwa 767 m ü. NHN vor dem Wirtssteg bei Mauth, 4,7 km und 4,2 km²
  - Steinbachseige, von rechts und Südwesten
    - Seefilzseige, von links und Westen

  - Durchfließt die Steinbachklause
- Passiert den links auf etwa 762 m ü. NHN liegenden Badesee bei Mauth
- Tyroler Bach, von rechts und Norden auf etwa 672 m ü. NHN nahe dem Sportplatz von Schönbrunn am Lusen, 5,9 km mit dem Oberlauf der Steinbachseige und dem Oberen Hilzwassergraben und 6,7 km² mit den zugehörigen Einzugsgebietsteilen
  - Der Oberlauf setzt den Oberen Hilzwassergraben fort, der von der Steinbachseige abgeleitet wird
  - Kiesreitenseige, von rechts und Nordwesten
  - Urbanbach, von rechts und Nordwesten bei Schönbrunn am Lusen
- Lohbach, von rechts und Nordwesten nahe Oberkashof
- Mühlbach, von links und Osten
  - Geißberggraben, von rechts und Nordosten
- Durchfließt auf etwa 665 m ü. NHN den Reschbachsee
- Wolfauer Bach, von rechts und Nordwesten nach der Reschmühle
- Rotbach (?), von links und Ostnordosten bei Rotbach

### Reschbachklause
Am Oberlauf wird der Reschbach nach kurzer Strecke in der „Reschbachklause“ gestaut. Dieser Stausee diente früher der Holztrift. Die 1860 erbaute Klause ist mit etwa 0,8 Hektar Fläche die größte ihrer Art im Bayerischen Wald. Etwa 300 m unterhalb der Staumauer zweigt ein Kanal ab, der am Hang des Siebensteinkopfs entlang in das Nachbartal führt, um dort im Teufelsbach zu enden. Der sogenannte Schwellgraben diente dazu Wasser aus dem Reschbach in den Teufelsbach umzuleiten, dort mehr Wasser zur Verfügung zu haben, um Holz zu triften. Im weiteren Verlauf liegen die Reste der alten Klause. Die 1846 errichtete Klause wurde 1860 durch die Reschbachklause ersetzt.

## Nutzung
In seinem Verlauf wird dem Bach mehrmals Wasser entzogen und zum Betrieb von Sägewerken verwendet. Kurz vor der Vereinigung mit dem Saußbach zur Wolfsteiner Ohe wird der größte Teil des Wassers aus dem Bach ausgeleitet und zum Betrieb der Kraftwerke des Carbidwerks Freyung verwendet (Aufbau der Anlagen siehe dort).
Bei Mauth versorgt der Reschbach daneben auch noch einen Badesee mit Wasser.